# بولیویار (بازیکن فوتبال)
بولیویار بازیکن فوتبال اهل برزیل است 